# Mont Andante
Pour les articles homonymes, voir Andante.
La mont Andante culmine à 810 m dans la partie ouest du parc national de la Jacques-Cartier, dans le territoire non organisé de Lac-Croche, dans la municipalité régionale de comté (MRC) de La Jacques-Cartier, dans la région administrative de la Capitale-Nationale, au Québec, Canada.

## Toponymie
En 1989, la Commission de toponymie désignait trois monts du parc national de la Jacques-Cartier par les noms Adagio, Allegro et Andante. D'origine italienne, ces trois mots correspondent à trois types de mouvements (adagio, « lent » ; allegro, « vif » ; andante, « modéré ») que l'on rencontre dans la musique classique. Ces toponymes évoquent les titres des premières œuvres littéraires de Félix Leclerc, chansonnier célèbre et écrivain prolifique.
Le toponyme « mont Andante » a été officialisé le 7 février 1989 à la Banque des noms de lieux de la Commission de toponymie du Québec.

## Géographie

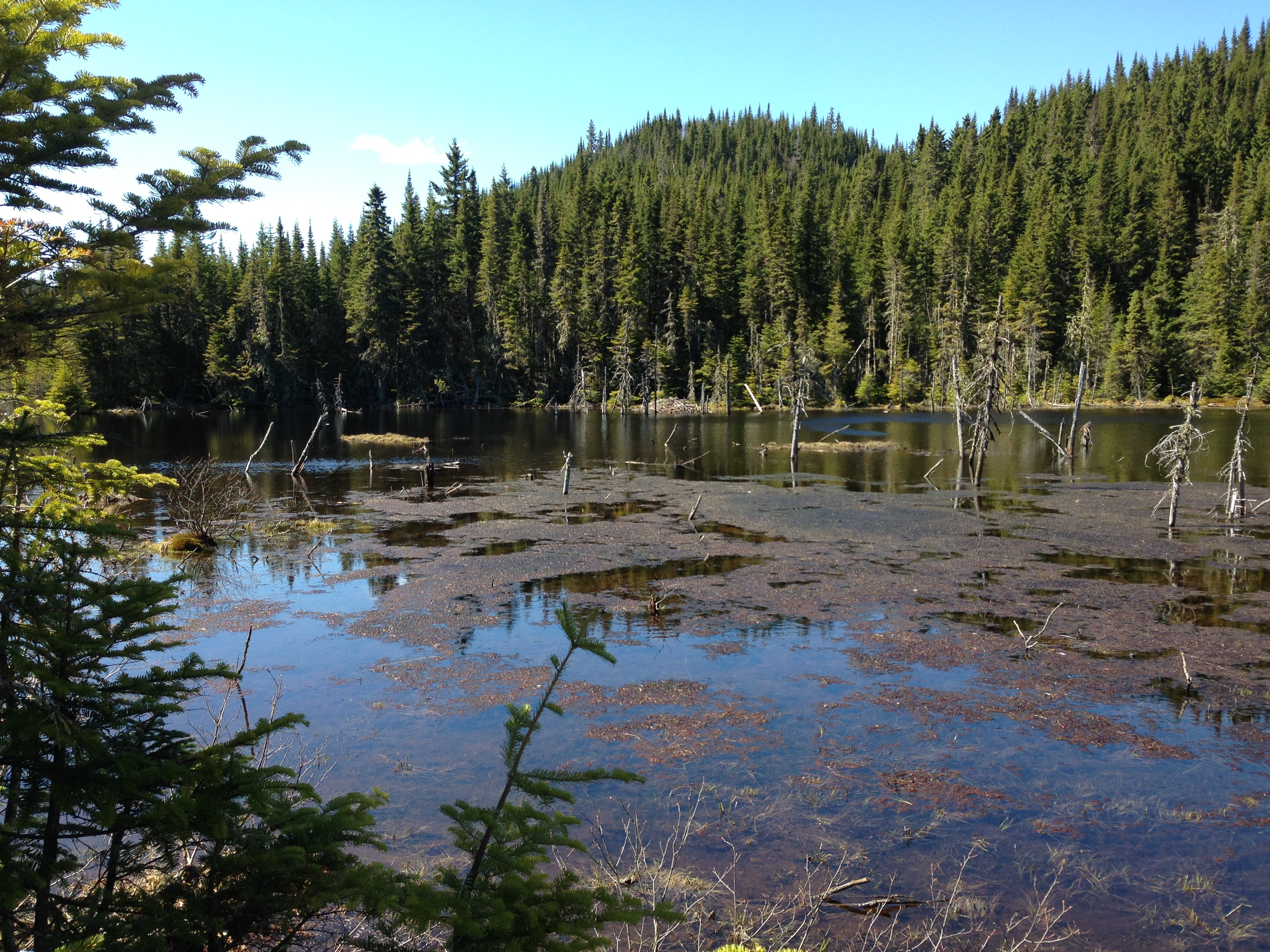
Lac au sommet.

Le mont Andante longe la rive ouest de la rivière Jacques-Cartier au nord de la ville de Québec. Le sommet est situé à :
- 1,6 km à l'ouest du cours de la rivière Jacques-Cartier ;
- 3,0 km de la limite ouest du parc national de la Jacques-Cartier ;
- 7,3 km au sud-est du Petit lac Jacques-Cartier ;
- 19,5 km au nord-ouest du centre du village de Stoneham-et-Tewkesbury ;
- 20,4 km à l'ouest de la route 175[1].

La falaise du côté est du mont Andante domine la rivière Jacques-Cartier. L'accès au sommet de la montagne est plus facile du côté nord et du côté ouest.

## Histoire
Jadis, ce segment du sentier historique était emprunté par les Amérindiens et les missionnaires Jésuites pour marcher depuis Québec jusqu’à leur mission de Métabetchouane au lac Saint-Jean, où un poste de traite de la fourrure, établi en 1676, est fermé en 1703.

## Randonnée
Le sentier Scotora du parc national de la Jacques-Cartier permet d'accéder au sommet du mont Andante. Ce sentier bien aménagé s'avère le plus éloigné de l'entrée du parc situé au 103 chemin du Parc-National à Stoneham-et-Tewkesbury. Pour l'atteindre à partir de l'entrée du parc, il est requis d'emprunter le chemin du Parc-National jusqu’au km 30 où un stationnement est aménagé. De là, les randonneurs traversent le pont de l’autre côté de la route et suivent les indications du sentier Le Scotora. Ce sentier caillouteux est sous couvert forestier et longe dans la vallée un ruisseau où les castors ont construit des digues.